# Frans I av Bretagne
Frans I av Bretagne, född 1414, död 1450, var en regerande hertig av Bretagne från 1442 till 1450. 